# 제3회 MBC 강변가요제
《제3회 MBC 강변가요제》는 제3회 MBC 강변가요제 출전곡이 수록된 음반이다. 

## 수록곡

### Side A
1. 나빠 (금상) - 결사대 (3:02)
2. 너 찾아 길을 나섰네 - 김정자 (3:56)
3. 삼학도 배따라기 (동상) - 정승원 (3:03)
4. 사랑의 아픔 - 이규경, 이규화 (3:43)
5. 장난감 기차 - 철마2기 (3:22)
6. 꽃병이 깨진 아침 - 이화실, 신상현 (2:52)
7. 귀를 기울어요 - 알알이 (2:35)

### Side B
1. 님의 눈믈 (은상) - 황선형 (3:34)
2. 태양의 예언 (대상) - 천국의 이방인 (3:49)
3. 잊어야지 - 바겐세일 (3:59)
4. 보라빛 안개 (장려상) - 소용돌이 (4:24)
5. 새소리 바람소리 - 서있는 사람들 (3:00)
6. 우리의 마음은 - 우리들 (3:09)